# 阿久沢氏
阿久沢氏（あくざわし/あくざわうじ）は、上野国勢多郡苗ヶ島、黒保根、宿廻などを本貫地とした武家。愛久沢、悪澤、芥澤とも。
本姓は不詳。のちに藤原氏、清和源氏桃井氏とも称した。宮城村及び赤城山東麓勢多郡東村、黒川谷黒保根村の小領主の姓。出自については、三善氏流、在原氏流、藤原九条氏家流、清和源氏
桃井氏族、安倍氏裔など諸説ある。また室町時代に桃井氏の流れをくむ愛久沢信濃前司の子息、出羽七郎直純が初めて愛久沢を称した。
南北朝統一後も新田氏及び一族は討伐の対象であったが足利持氏が恩赦で隠れ住んでいた直純に旧領安堵したため持氏に鎌倉で仕えたという。永享の乱ののち上野国赤城山に戻ったとされている。

## 概要
平安後期、前九年の役て源義家に敗れ捕虜となった安倍宗任らの引き連れた朗党、もしくは鳥海行任(松島氏)らを都まで連れて行くことが出来ずに上洛途中、上野国山中渡瀬渓谷に至った。大軍を引き連れての上洛は不可能なので愛久沢(あくざわ)、松島両氏の一族家臣80～90人ほどはこの地に残り大半の従者達は奥州に帰ったが一部はそのまま住み土着した。
源義家は奥州と都の中継地点として、文書その他の連絡用務を果たすよう諭し、両氏にこの地の永代安堵証文を授けたという。愛久沢氏が西隣の黒保根村を、松島氏が東村を支配した。
戦国時代以降は永録4年の関東幕注文には桐生衆の中に阿久沢対馬守が見え(上杉家文書)上杉謙信に属した。金山城主の由良氏と領地境で争った。阿久沢氏の活動は黒川谷から赤城山麓を越えて利根郡へと及んだ。
また神梅城主であった阿久沢氏六代左馬助は小田原北条氏方として黒川谷を支配し、永禄12年の越相同盟交渉の際、沼田へ向かう北条方使節の送迎にかかわり、帰属した際に初めは『愛』久沢から、『阿』久沢へと姓を改めた。
阿久沢氏第七代、阿久沢能登守道伴の代に天正2年に上野国に進出してきた上杉謙信に深沢城を追われるが天正12年に弟の彦次郎らとともに城を奪回した。天正18年、小田原城陥落後、神梅(大間々町)の同地にて帰農した。
この他一族には群馬県前橋市宮城の阿久沢氏が末裔という。